# Xanadu (Lied)
Xanadu ist ein Disco-Pop-Song von Olivia Newton-John zusammen mit Electric Light Orchestra. Er gehörte zum Soundtrack des gleichnamigen Films.

## Geschichte
Der Song wurde von Jeff Lynne geschrieben und Ende 1979/Anfang 1980 in den Musicland Studios in München aufgenommen. Newton-John singt den Leadgesang, Lynne steuerte den Hintergrundgesang bei und sorgte für die Instrumentierung. 
Das Stück war zuvor als Demo aufgenommen worden und an die Filmproduzenten geschickt worden. Die Filmszenen wurden dann zu dem noch nicht perfekten Demo gedreht. Später musste dann der Rhythmus des eigentlich aufgenommenen Songs an den des Demos angeglichen werden, damit das fertige Stück weiter zu den Filmszenen passte. Daher ist der Rhythmus nicht ganz perfekt, was allerdings den meisten Hörern nicht auffällt.
Das Stück erreichte Platz 1 in vielen Ländern, darunter auch Großbritannien, Deutschland und Österreich. In den USA erreichte das Stück Platz 8 der Charts.

## Weitere Versionen
Im August 1980 wurde das Lied von Ireen Sheer, mit einem neuen deutschsprachigen Text von Michael Kunze, als Single veröffentlicht. 1996 erschien in Australien eine Coverversion von Kirsty K. in einer Dance-Version, die es in die dortigen Charts schaffte. 2009 nahm die schottische Singer-Songwriterin Sharleen Spiteri eine Version für ihr zweites Studioalbum The Movie Songbook auf. Die Single erreichte Platz 71 der britischen Charts. Weitere Versionen stammen u. a. von Dannii Minogue oder Lightspeed Champion.

## Trivia
Im Musikvideo stehen die meisten Darsteller auf Rollerskates und fahren darauf.
Xanadu war das erste Lied, dessen Titel mit dem Buchstaben X beginnt und sich in der US-amerikanischen Hitparade platzieren konnte; erst 2001 folgte X von Xzibit.